# Ла-Лувьер

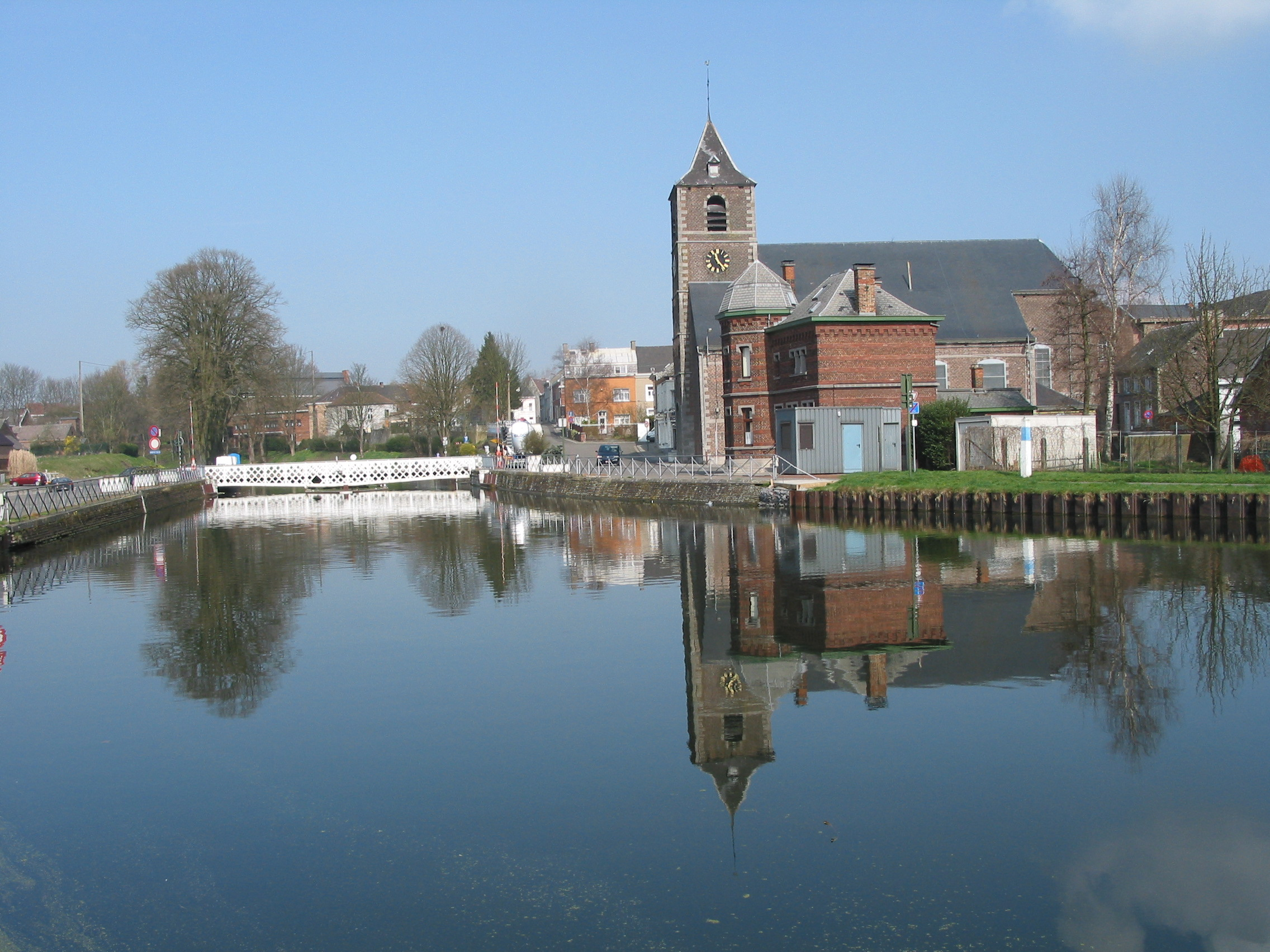

Ла-Лувье́р (фр. La Louvière) — город в Бельгии.

## География
Город Ла-Лувьер расположен в провинции Эно, на территории франкоязычного региона Валлония, соединён каналами с реками Сенна и Самбра. По численности населения (77.616 человек на 2008 год) занимает 5-е место среди городов Валлонии и 11-е среди городов Бельгии. Плотность населения в городе составляет 1,210 чел./км². Община Ла-Лувьер состоит из районов Эн-Сен-Пьер, Эн-Сен-Поль, Сен-Вааст, Тривьер, Буссуа, Уден-Эмери, Уден-Жежни, Мураж, Стрепи-Бракежни и Безонри.

## Экономика
Исторически Ла-Лувьер являлся одним из важнейших центров бельгийской индустриализации. С начала XIX века здесь развивались такие отрасли промышленности, как добыча угля, металлургия, стекольное производство, керамическое производство. Известностью пользовалась продукция фянсовой мануфактуры Royal Boch — Keramis. В городском пригороде Эн-Сен-Пьер с 1838 года существовало машиностроительное предприятие Forges Usines et Fonderies Haine-Saint-Pierre, производящее железнодорожные локомотивы. Однако к началу XXI века большинство производств Ла-Лувьера было закрыто.

## Достопримечательности
Большая часть достопримечательностей Ла-Лувьера связаны с индустриальным прошлым города.
В 1998 году ЮНЕСКО включило в список Всемирного культурного наследия четыре старых судоподъёмников бельгийского Центрального канала, расположенных близ Ла-Лувьера. Также в список Всемирного наследия (комплексный объект Шахтёрские выработки в Валлонии) включён комплекс Буа-дю-Люк, включающий бывшую угольную шахту (одну из самых старых в Бельгии), рабочий посёлок и другие объекты. На территории комплекса расположен музей.
Кроме того, в городе действует Керамис (Keramis) — музей и визит-центр, посвящённый истории керамики.

## Города-партнёры
- Сен-Мор-де-Фоссе, Франция
- Фолиньо, Италия
- Кордова, Испания
- Бойнице, Словакия
- Калиш, Польша